# Moldavie aux Jeux olympiques d'hiver de 2022
La Moldavie participe aux Jeux olympiques d'hiver de 2022 à Pékin en Chine du 9 au 20 février 2022. Il s'agit de sa huitième participation à des Jeux d'hiver.

## Athlètes engagés
La délégation compte une équipe de biathlon et une lugeuse.
| Sport    | Hommes | Femmes | Total |
| -------- | ------ | ------ | ----- |
| Biathlon | 2      | 2      | 4     |
| Luge     | 0      | 1      | 1     |
| Total    | 2      | 3      | 5     |

## Résultats

### Biathlon
En se basant sur les résultats individuels des coupes du monde de biathlon 2020-2021 et 2021-2022, le comité s'est vu attribuer deux quotas masculins et deux quotas féminins, sans pour autant pouvoir aligner une équipe en relais mixte.
| Athlète        | Individuel    | Individuel | Individuel |               | Sprint   | Sprint | Sprint |
| Athlète        | Temps         | Pénalité   | Rang       | Temps         | Pénalité | Rang   |        |
| -------------- | ------------- | ---------- | ---------- | ------------- | -------- | ------ | ------ |
| Pavel Magazeev | 52 min 41 s 7 | (1+1+0+0)  | 26e        | 27 min 25 s 1 | 3 (2+1)  | 79e    |        |
| Maksim Makarov | -             | -          | -          | 29 min 45 s 6 | 5 (2+3)  | 93e    |        |

| Alla Ghilenko  | 52 min 28 s 3 | 2 (0+1+0+1) | 72e | 26 min 4 s 6  | 4 (2+2) | 86e | -            | -           | -   | -           | -           | -   |
| Alina Stremous | 49 min 7 s 5  | 4 (1+2+0+1) | 37e | 21 min 59 s 5 | 0 (0+0) | 10e | 38 min 1 s 3 | 2 (0+0+1+1) | 16e | 47 min 30 s | 9 (1+2+3+3) | 30e |

### Luge
Doina Descalui est la première femme moldave à participer à la course de luge aux Jeux Olympiques. Elle est entrainée par Bogdan Macovei, lugeur qui a connu trois olympiades.
| Athlètes       | Épreuve                                                    | Course 1      | Course 1 | Course 2      | Course 2 | Course 3      | Course 3 | Course 4 | Course 4 | Total         | Total |
| Athlètes       | Épreuve                                                    | Temps         | Rang     | Temps         | Rang     | Temps         | Rang     | Temps    | Rang     | Temps         | Rang  |
| -------------- | ---------------------------------------------------------- | ------------- | -------- | ------------- | -------- | ------------- | -------- | -------- | -------- | ------------- | ----- |
| Doina Descalui | Luge monoplace féminine aux Jeux olympiques de 2022 femmes | 1 min 1 s 928 | 34e      | 1 min 2 s 129 | 31e      | 1 min 2 s 174 | 32e      | Éliminée | Éliminée | 3 min 6 s 294 | 32e   |